# Bustul lui Negru Vodă din Câmpulung

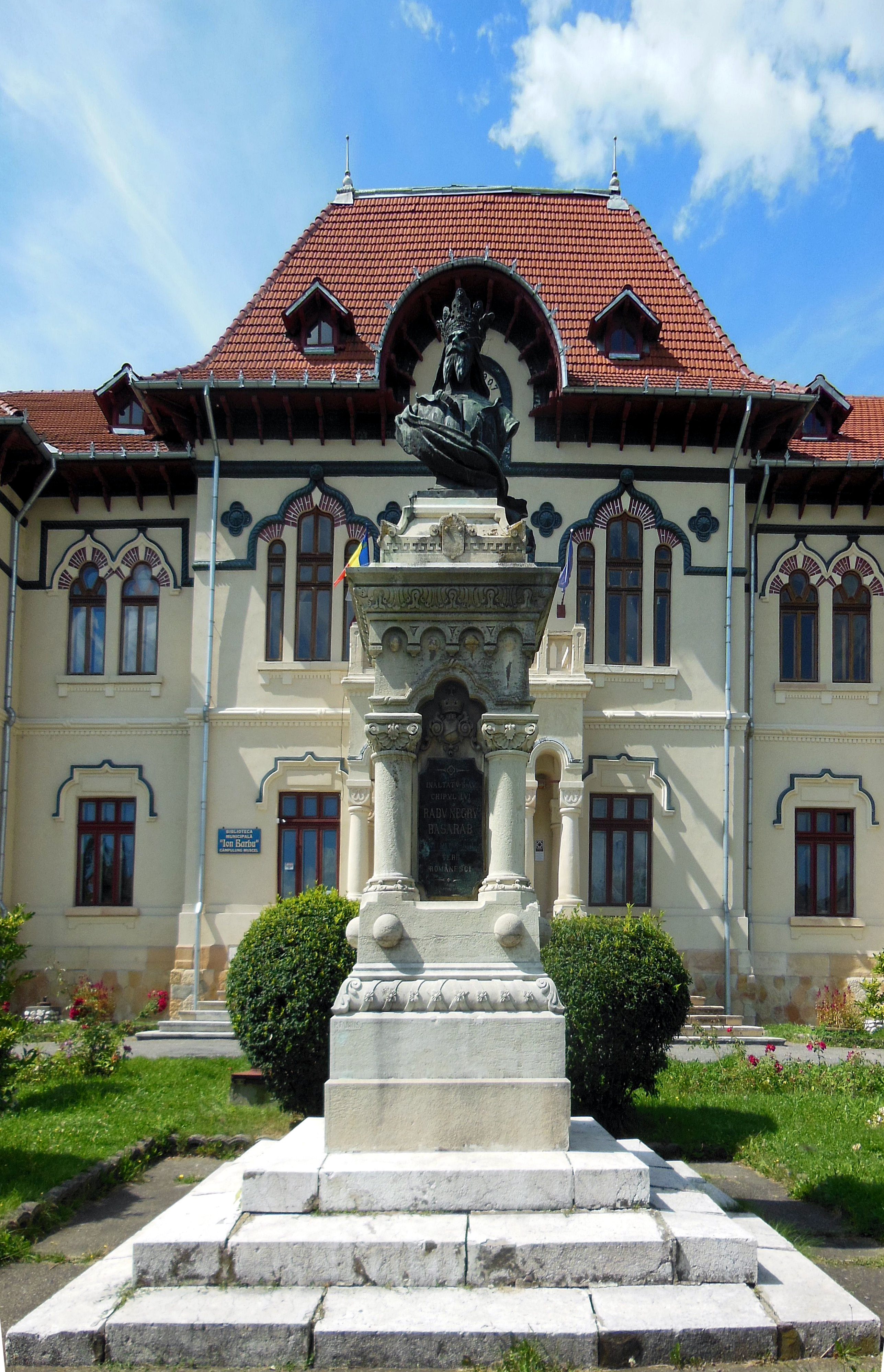

Bustul lui Negru Vodă din Câmpulung a fost modelat și turnat în bronz de sculptorul Dimitrie Demetrescu Mirea (fratele pictorului George Demetrescu Mirea), reprezentat cu coroana pe cap și cu barba lungă, și a fost instalat (inițial) pe bulevard în dreptul Bisericii Sf. Nicolae, la 15 august 1898.
În 1910 a fost reinstalat în fața clădirii fostei Primăriei, pe str. Republicii nr. 61, clădire ce găzduiește în prezent Casa de Cultură și biblioteca municipală „Ion Barbu“. 
Pe placa de marmură neagră care acoperă fața soclului se află următoarea inscripție:
George Demetrescu Mirea
| Înălțatu-s-au chipul lui Radu Negru Basarab descălecătorul Țării Românești |

Bustul este declarat monument istoric, cu cod LMI AG-III-m-B-13868.